# Trolleybus van Pirmasens
De trolleybus van Pirmasens zorgde tussen 1941 en 1967 voor openbaar vervoer in de in de Duitse deelstaat Rijnland-Palts gelegen stad Pirmasens. De trolleybus was de opvolger van de tram die in de stad dienst deed van 1905 tot 1943. Beide vervoermodi werden uitgebaat door de Stadtwerke Pirmasens. Sinds de opheffing van de trolleybussen, wordt het stadsvervoer er nog uitsluitend uitgevoerd door autobussen. Uitbater is de Stadtwerke Pirmasens Verkehr GmbH.

## Geschiedenis
De smalle straten in het centrum van Pirmasens maar ook de wens om het omliggende en in de heuvels gelegen buitengebied te bedienen, leidde tot een steeds grotere afkeer jegens de tram. Aangespoord door het voorbeeld van de trolleybus in het nabijgelegen Idar-Oberstein beslisten de verantwoordelijken om ook in Pirmasens de tram te vervangen door dit nieuw vervoermiddel.
Het begin van de Tweede Wereldoorlog en de hiermee gepaard gaande evacuatie, leidde tot een vertraging van de invoering van de eerste trolleybussen. Pas op 25 november 1941 verscheen de eerste trolleybus op het traject tussen de watertoren (Wasserturm) in het noorden van de stad, het stadscentrum (Exerzierplatz) en het stedelijk zwembad (Stadtbad). Het zwembad, thans het Pirmasenser Luft- und Badepark genoemd, lag een beetje voorbij het ziekenhuis. Deze 3,4 kilometer lange lijn werd op 1 april 1943 in noordelijke richting verlengd tot aan Sommerwald-Siedlung. Deze wijk werd eerder al sinds 21 maart 1939 bediend met bussen.
Vanaf 5 juli 1943, twee dagen na de definitieve opheffing van de tram, verscheen de trolleybus uiteindelijk ook op het traject tussen het station en Exerzierplatz. Voortaan bediende de transversale lijn 1 het traject station (Hauptbahnhof) - Stadtbad terwijl de radiale lijn 2 de bediening verzorgde tussen Exerzierplatz en Sommerwald-Siedlung. De luchtaanval op 9 augustus 1944 leidde tot zware beschadigingen van de voertuigen en bovenleiding maar ook de nadering van het front leidde uiteindelijk al kort na de opening tot een meerjarige onderbreking van de exploitatie.
Pas op 8 oktober 1948 kwam lijn 1 opnieuw in gebruik, in 1949 gevolgd door lijn 2. Daardoor kreeg het net opnieuw zijn maximale uitbreiding van 6,7 kilometer. In 1964 werd de trolleybus op lijn 2 vervangen door dieselbussen; op 12 oktober 1967 volgde ook lijn 1.

## Voertuigen
De trolleybus van Pirmasens had in totaal acht voertuigen in dienst:
| Nummer      | Fabrikant            | Elektrisch gedeelte | In dienst     | Opmerkingen                   |
| ----------- | -------------------- | ------------------- | ------------- | ----------------------------- |
| 3 / I / 1   | Büssing / Wismar     | AEG                 | 1941 tot 1964 |                               |
| 4 / II / 2  | Büssing / Wismar     | AEG                 | 1941 tot 1964 |                               |
| 5 / III / 3 | Büssing / Wismar     | BBC                 | 1941 tot 1964 |                               |
| 4 / IV      | Fiat                 | CGE                 | 1944 tot 1950 | voorheen nummer 24 in Livorno |
| V / 5       | MAN                  | BBC                 | 1949 tot 1965 |                               |
| VI / 6      | MAN                  | BBC                 | 1950 tot 1966 |                               |
| 7           | Daimler-Benz         | Kiepe               | 1953 tot 1967 | Type Mercedes-Benz O 6600 T   |
| 8           | Henschel / Uerdingen | Kiepe               | 1956 tot 1967 | Type ÜHIIIs                   |